# Viator picis
Viator picis — викопний вид сивкоподібних птахів родини сивкових (Charadriidae), що існував у кінці плейстоцену в Південній Америці. Описаний з фрагментів правої нижньої кінцівки, що знайдені в Перу поблизу міста Талара. Можливо, вид належить до роду Vanellus.

## Оригінальна публікація
- K. E. Campbell. 1979. The non-passerine Pleistocene avifauna of the Talara Tar Seeps, northwestern Peru. Royal Ontario Museum Life Sciences Contribution 118:1-203